# Augustin François Lemaître
Pour les articles homonymes, voir Lemaître.

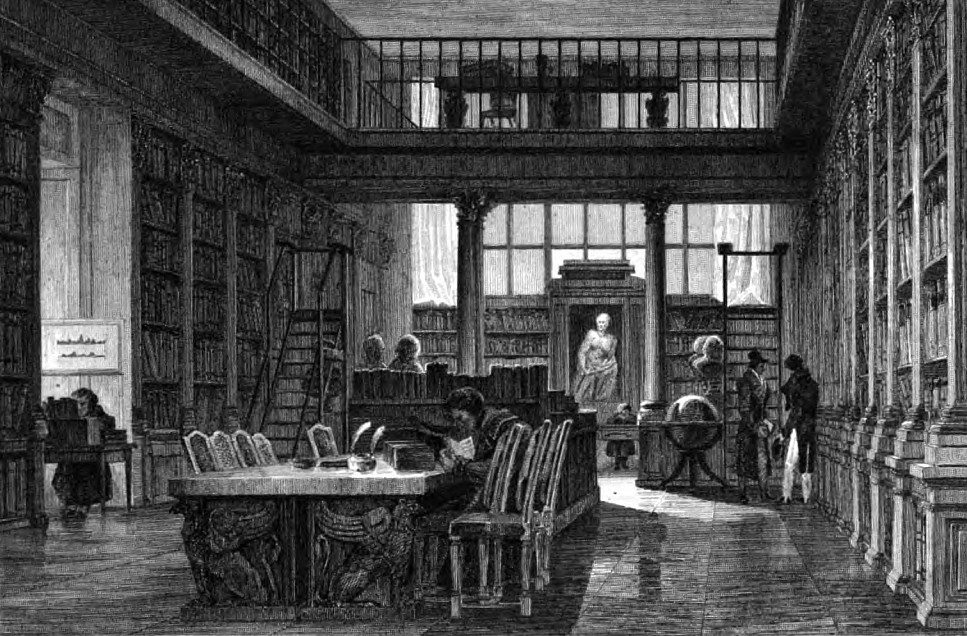
Bibliothèque de l'Institut de France à Paris, dessinée et gravée par Augustin-François Lemaître pour le dictionnaire de l'Académie française (1835).

Augustin François Lemaître, né le 20 septembre 1797 à Paris et mort le 25 février 1870 dans la même ville, est un graveur, lithographe, dessinateur, éditeur et photographe français. Il réalisa de nombreux dessins, estampes, et des réalisations de planches de cuivre et d'acier gravées ainsi que la publication d'ouvrages notamment chez l'éditeur Firmin Didot Frères. Il représenta de nombreux paysages, monuments, architectures et personnages, notamment lors de ses nombreux voyages à travers l'Europe.

## Biographie
Augustin François Lemaître fait son apprentissage sous la direction de son maître, le peintre Achille Etna Michallon. Il s'oriente vers la gravure, le dessin et la technique de la lithographie. Il commence sa carrière professionnelle dans l'atelier du graveur Claude-François Fortier, puis ouvre son propre atelier de gravure, au 32 rue Mazarine à Paris. Il y accueillera des étudiants en art, notamment Auguste-Alexandre Guillaumot.
En 1825, Augustin François Lemaître fait la connaissance de Nicéphore Niépce, l'année où ce dernier réalise son cliché photographique Point de vue du Gras. Nicéphore Niépce fait appel à un graveur, en la personne d'Augustin Lemaître, pour le conseiller et effectuer des tirages sur papier à partir de ses plaques gravées. Ce dernier l'aide dans la réalisation d'images gravées sur du cuivre en utilisant la technique de l'eau-forte, et pour obtenir des images avec le bitume. Niépce lui fait découvrir l'héliographie et la technique d'impression des images photographiques sur papier, en combinant le transfert d'un positif photographique sur un vernis photosensible et la taille-douce. Ils collaborent ainsi dans l'élaboration de plusieurs œuvres suivant cette technique. « Les gravures répertoriées dans la lettre de Lemaître [à Niépce] du 28 mars 1827 devaient, en premier lieu, être suffisamment petites pour s’adapter aux dimensions réduites des plaques métalliques de Niepce ; d’autre part, elles devaient correspondre précisément à l’éventail des techniques disponibles, présentant des lignes clairement définies qui s’accordent aux projets de Niepce : des gravures à l’eau-forte ou au burin, des aquatintes et des mezzotinto. »
Augustin François Lemaître s'intéresse également au nouveau procédé photographique du daguerréotype mis au point par son contemporain Louis Daguerre.
C'est par lui que le graveur Adolphe Pierre Riffaut entre en relation avec Abel Niépce de Saint-Victor.

## Œuvres
Il réalise de nombreuses planches destinées à plusieurs ouvrages d'art et dictionnaires, notamment pour :
- Le Dictionnaire de l’Académie des Beaux-Arts en collaboration avec Philippe Le Bas ;
- L’Expédition de Morée, par Abel Blouet ;
- L’Asie Mineure, par Charles Texier ;
- L’Algérie, par Amable Ravoisié ;
- L’Univers pittoresque, par Firmin-Didot frères ;
- La Sicile et la Grèce, par Jacques Ignace Hittorff ;
- La Mission de Macédoine, par Honoré Daumet [5] ;
- Voyages pittoresques et romantiques dans l'ancienne France, en collaboration du baron Isidore Taylor ;

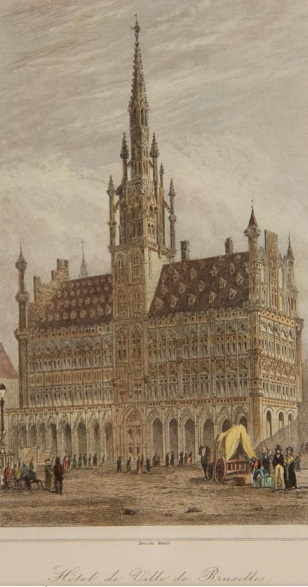
Hôtel de ville de Bruxelles.
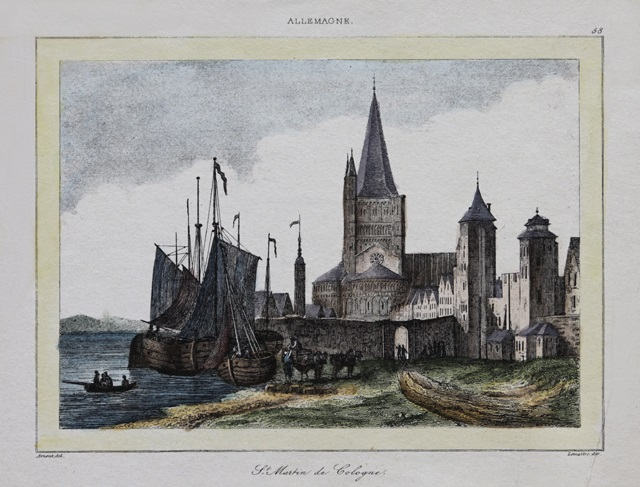
L'église Saint-Martin de Cologne en Allemagne.
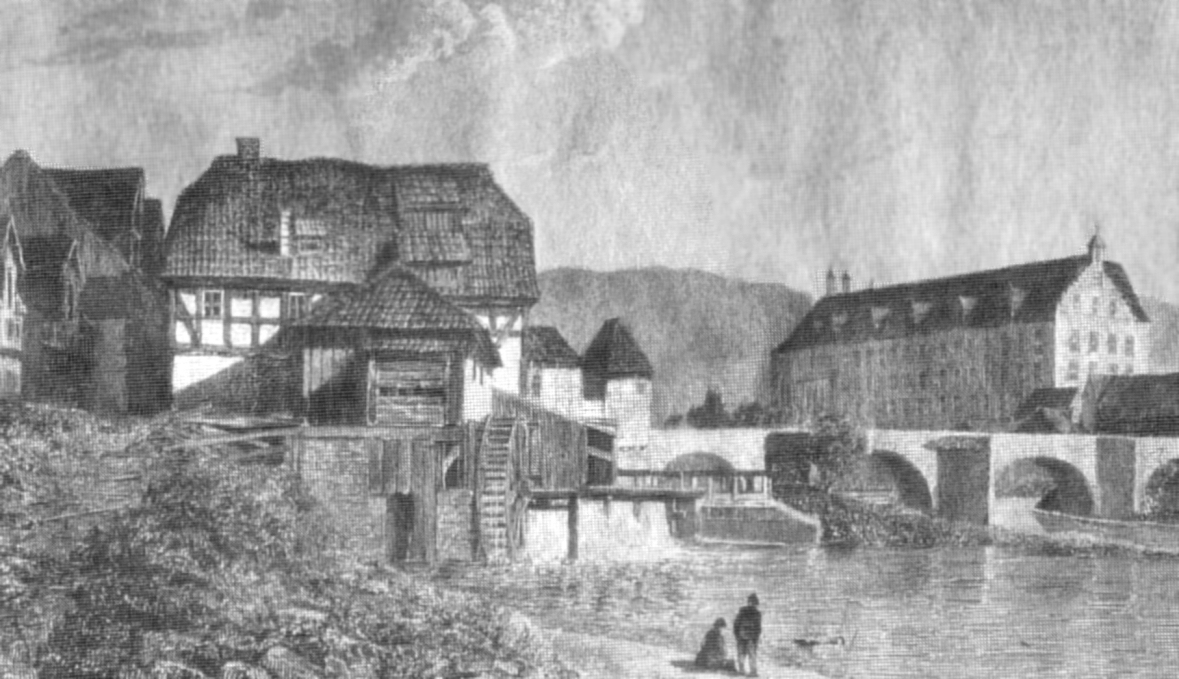
Moulin à eau sur la rivière Werra en Allemagne.
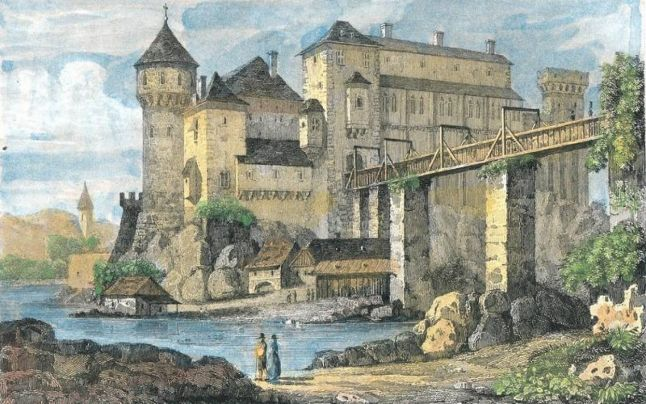
Le château de Hunedoara en Roumanie.
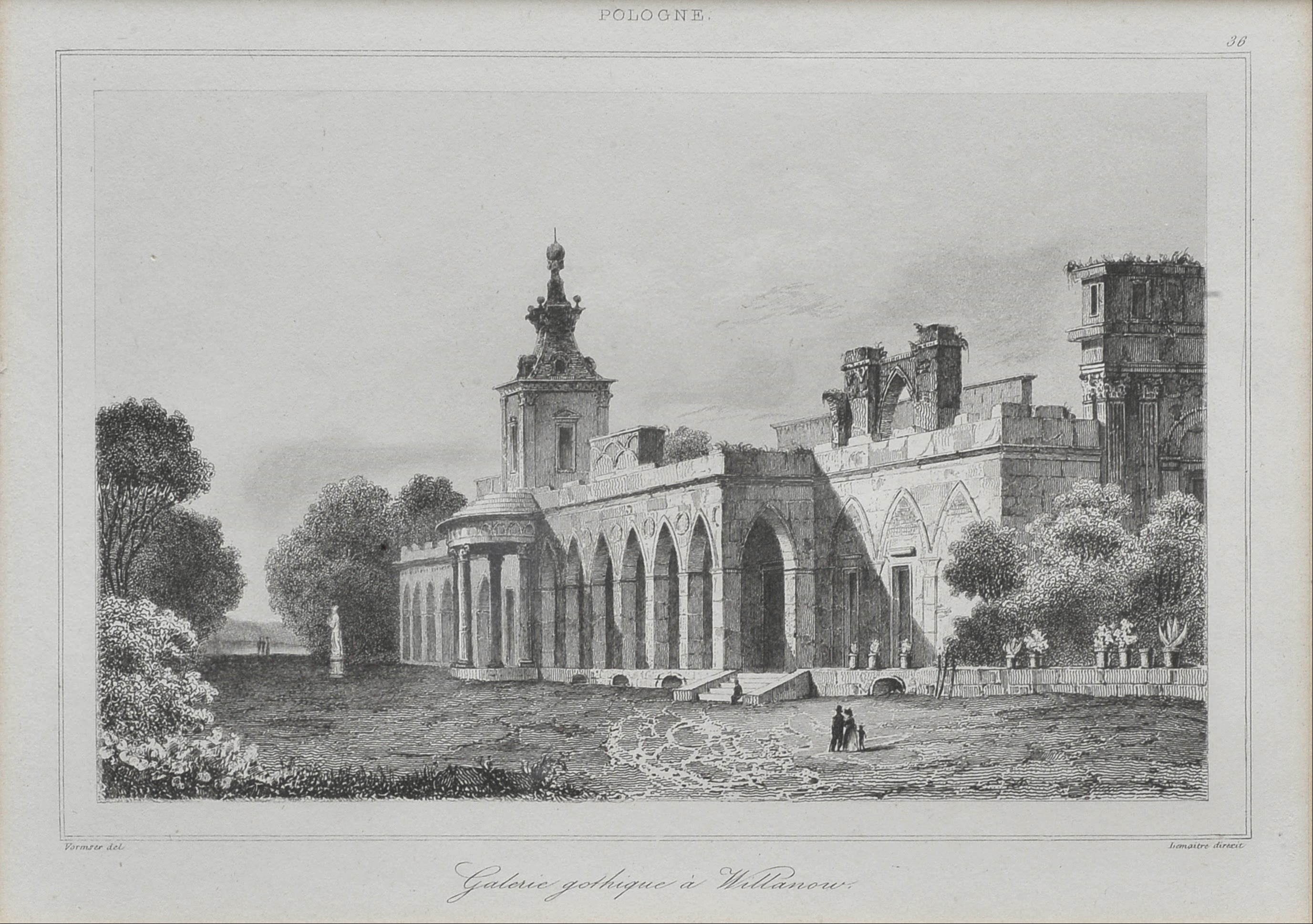
Le Palais de Wilanów en Pologne.
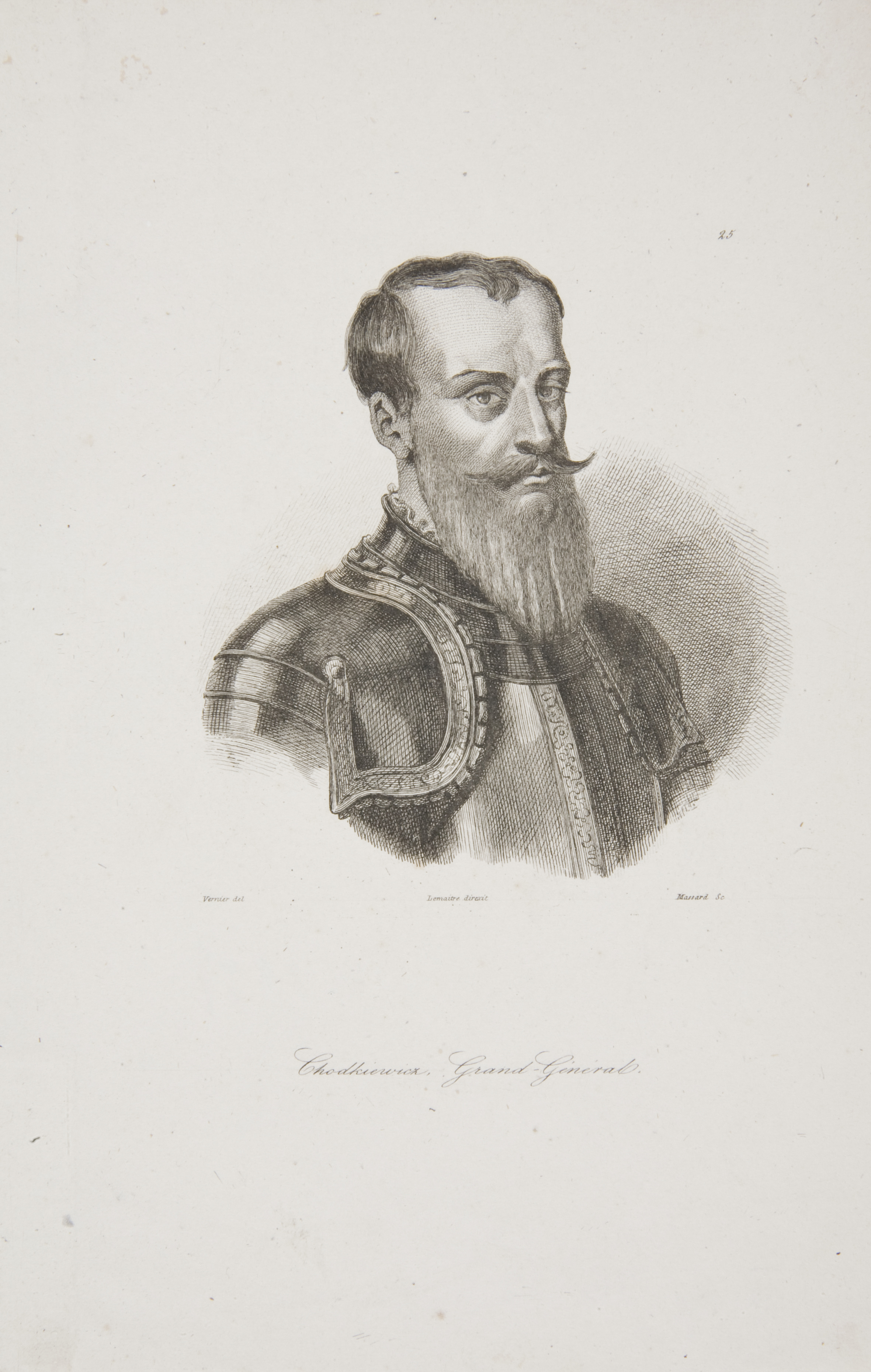
Portrait de Jan Karol Chodkiewicz de Lituanie.

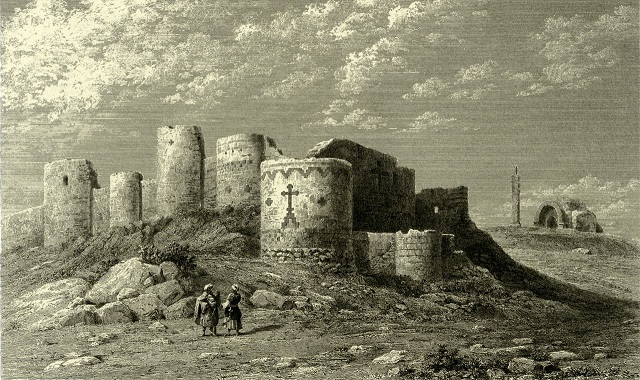
Rempart de la forteresse d'Ani de l'ancienne royaume d'Arménie.
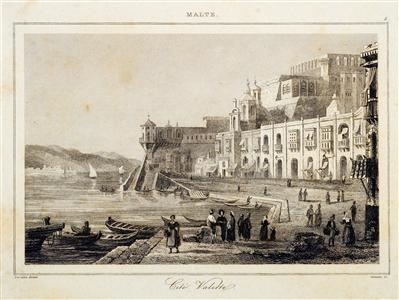
La cité de La Valette, île de Malte.
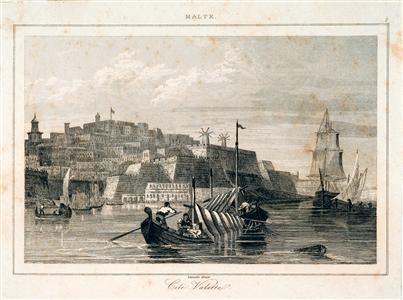
Vue de La Valette depuis la mer.
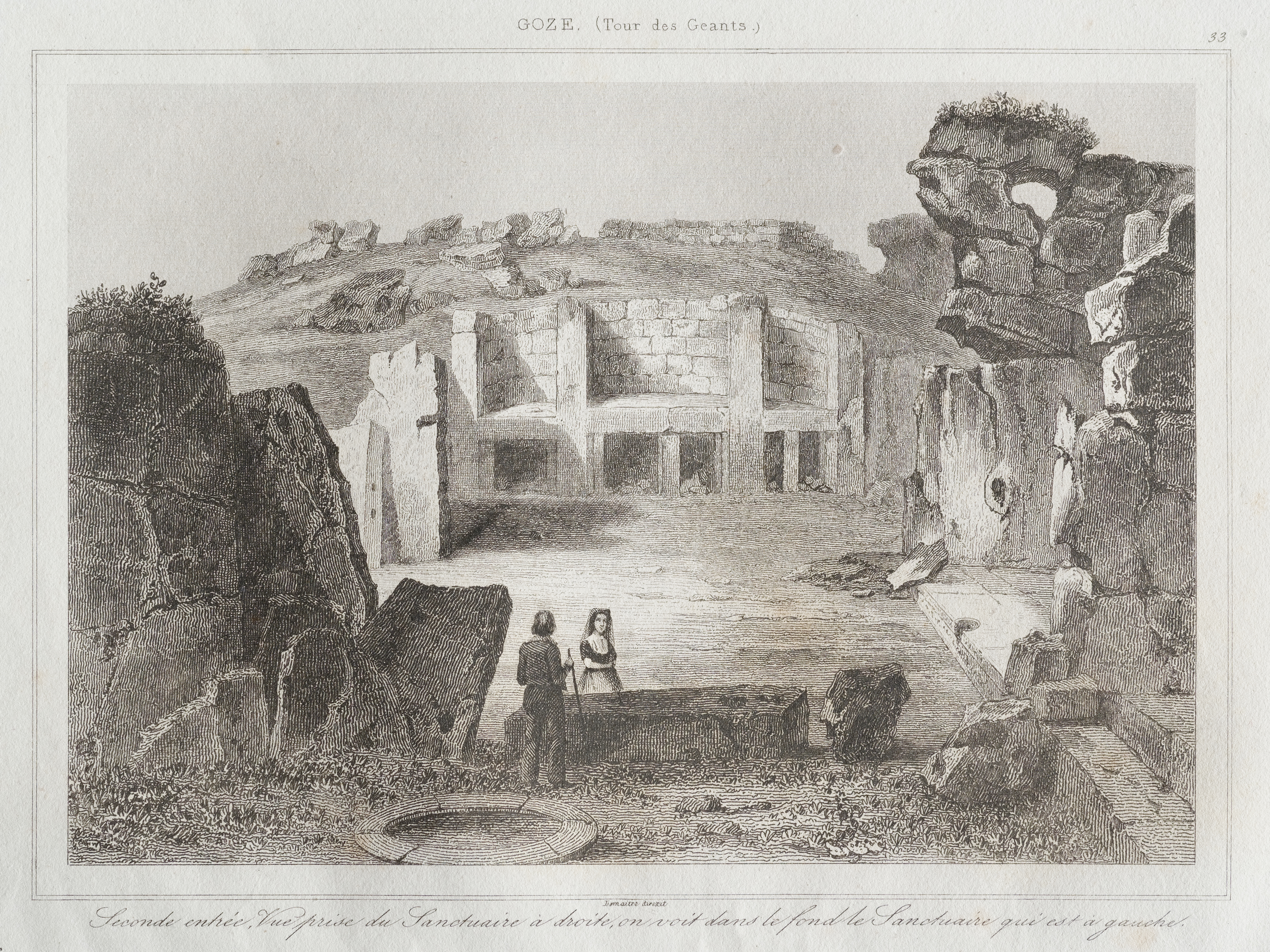
La tour des Géants à Gozo.
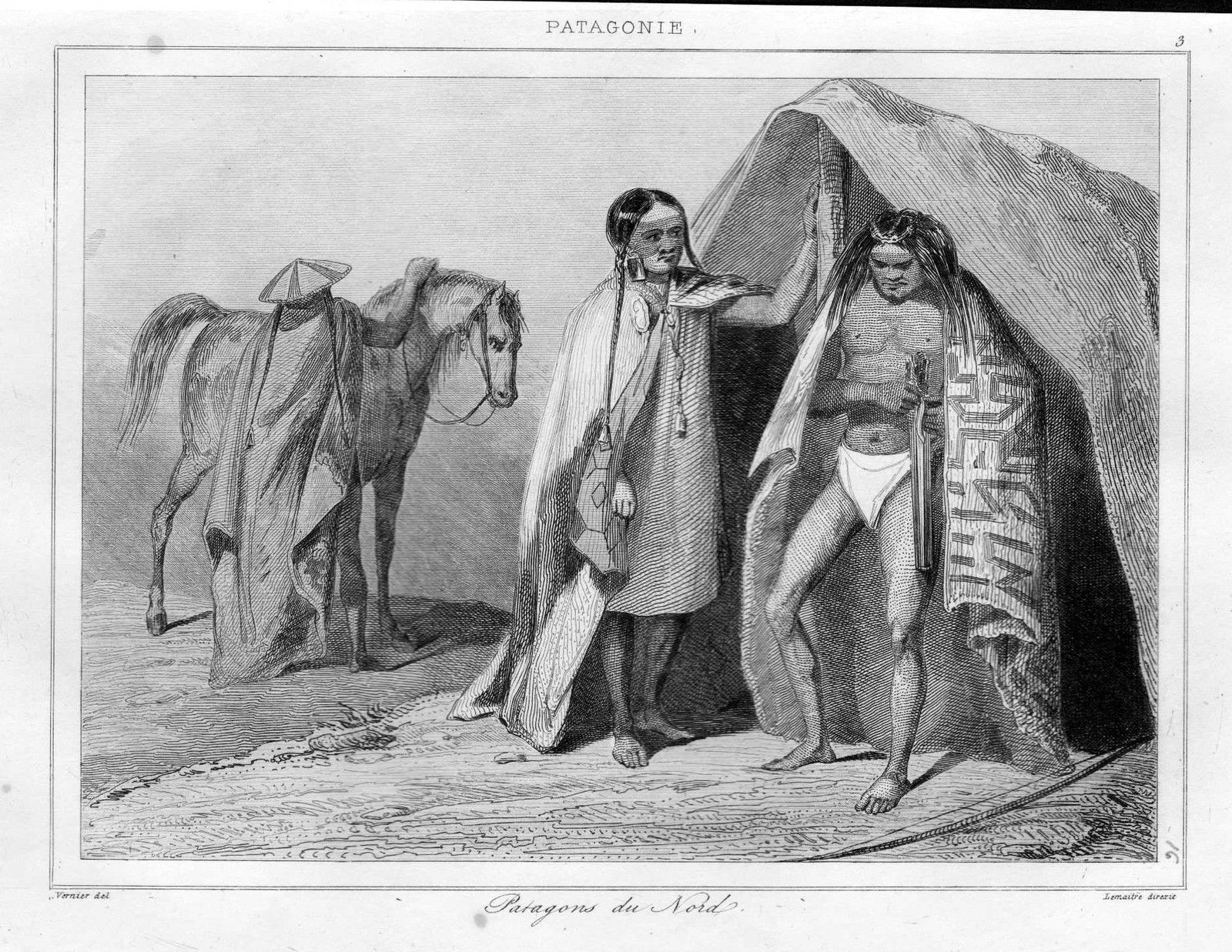
Couple de Patagons en Patagonie.